# Einhausen (Hesse)
Pour les articles homonymes, voir Einhausen.
Einhausen est une commune de Hesse (Allemagne), située dans l'arrondissement de la Bergstraße, dans le district de Darmstadt.

## Histoire
| Appartenances historiques Électorat de Mayence 1139-1803 Landgraviat de Hesse-Darmstadt 1803–1806 Grand-duché de Hesse 1806–1918 République de Weimar 1918–1933 Reich allemand 1933–1945 Allemagne occupée 1945–1949 Allemagne 1949–présent |